# Джаред Андерсон — Андрій Руденко
Бій Джаред Андерсон — Андрій Руденко (англ. Jared Anderson vs Andrii Rudenko) — професійний 10-раундовий боксерський поєдинок у важкій вазі між американцем Джаредом Андерсоном та українцем Андрієм Руденко. Бій відбувся 26 серпня 2023 року у Hard Rock Hotel and Casino в Талсі (Оклагома, США). Джаред Андерсон здобув перемогу технічним нокаутом в п'ятому раунді.

## Передумови
Дворазовий золотий призер національного чемпіонату США з боксу серед аматорів, Андерсон підписав контракт з Top Rank Promotions у 2019 році. У 2021 році 23-річний спортсмен переміг Володимира Терешкіна, тим самим здобувши титул NABF у важкій вазі. Востаннє боксер виходив на ринг 1 липня 2023 року, коли здолав одностайним рішенням суддів Чарльза Мартіна.
Андрій Руденко (35-6, 21 КО) — 39-річний боксер з більш ніж 16-річним професійним досвідом. До поразок від Лукаса Брауна та Г'юї Ф'юрі, які на той час були непереможними, український боксер мав рекорд 24-0. Після цих 2 поєдинків Руденко здобув сім перемог поспіль, завоювавши свій перший регіональний титул. В останні роки Руденко провів декілька боїв із визначними боксерами, спочатку програвши одностайним рішенням суддів колишньому чемпіону світу Олександру Повєткіну, а потім Агіту Кабаєлу (UD 12) та чинному претенденту на титул IBF Чжану Чжілею (UD 10).

## Час початку
Головний бій розпочався о 6:45 за київським часом.

## Перебіг поєдинку
На початку першого раунду Андрій Руденко притиснув фаворита, наносив регулярні атаки лівими хуками, а також за необхідності йшов у клінч. Андерсон в свою чергу створював кути для атак та наносив удари по корпусу українця.
У п'ятому раунді Андерсон затиснув Руденка в куті і наносив удари допоки рефері не зупинив бій.